# Protoparmeliopsis muralis
Lécanore des murs
Espèce
Protoparmeliopsis muralis, la Lécanore des murs, est une espèce de champignons lichénisés de la famille des Lecanoraceae.

## Description

### Thalle
Le thalle est crustacé, vert jaunâtre, lobé à la périphérie (lobules de 1 à 2 mm de large, souvent pruineux ou nacrés sur leurs bords), fendillé-aréolé et souvent un peu brunâtre au centre, ayant jusqu'à 10 cm de diamètre.

### Reproduction
Le thalle est généralement fertile, étant recouvert au centre par de nombreuses apothécies sessiles de 0,5 à 1,5 mm de diamètre, au disque brun crémeux à brun, qui assurent la reproduction sexuée.

### Écologie
Protoparmeliopsis muralis est un lichen saxicole présent sur nombreux substrats artificiels (murs, béton, mortier, tuiles, routes sur lesquelles il résiste au piétinement…). Rarement lignicole, il est plutôt héliophile et nitrophile, d'où sa fréquence moindre au nord des toits. L'espèce est polluotolérante, ce qui explique qu'elle est très commune même en zone urbaine.

## Galerie

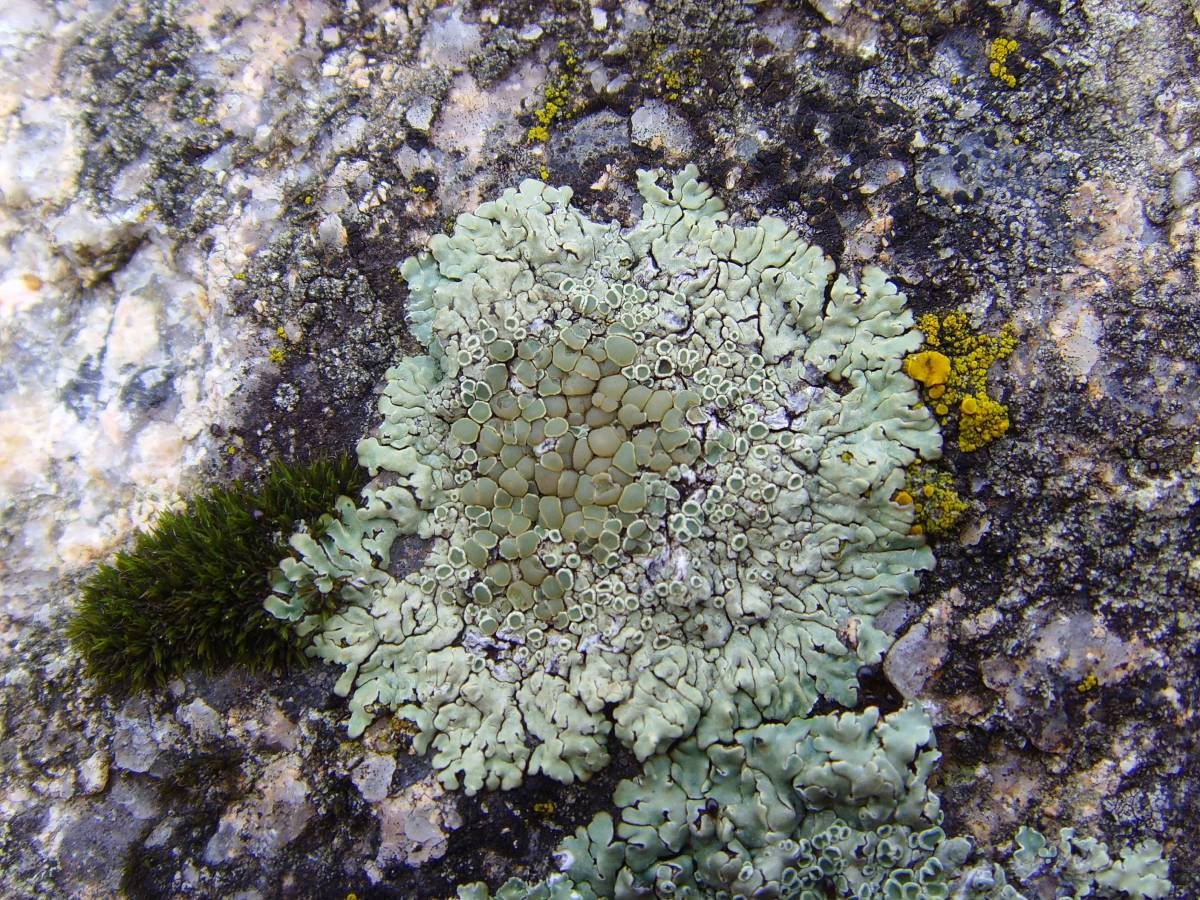
Exemple de compétition interspécifique : P. muralis recouvrant un lichen jaune (Candelariella vitellina).
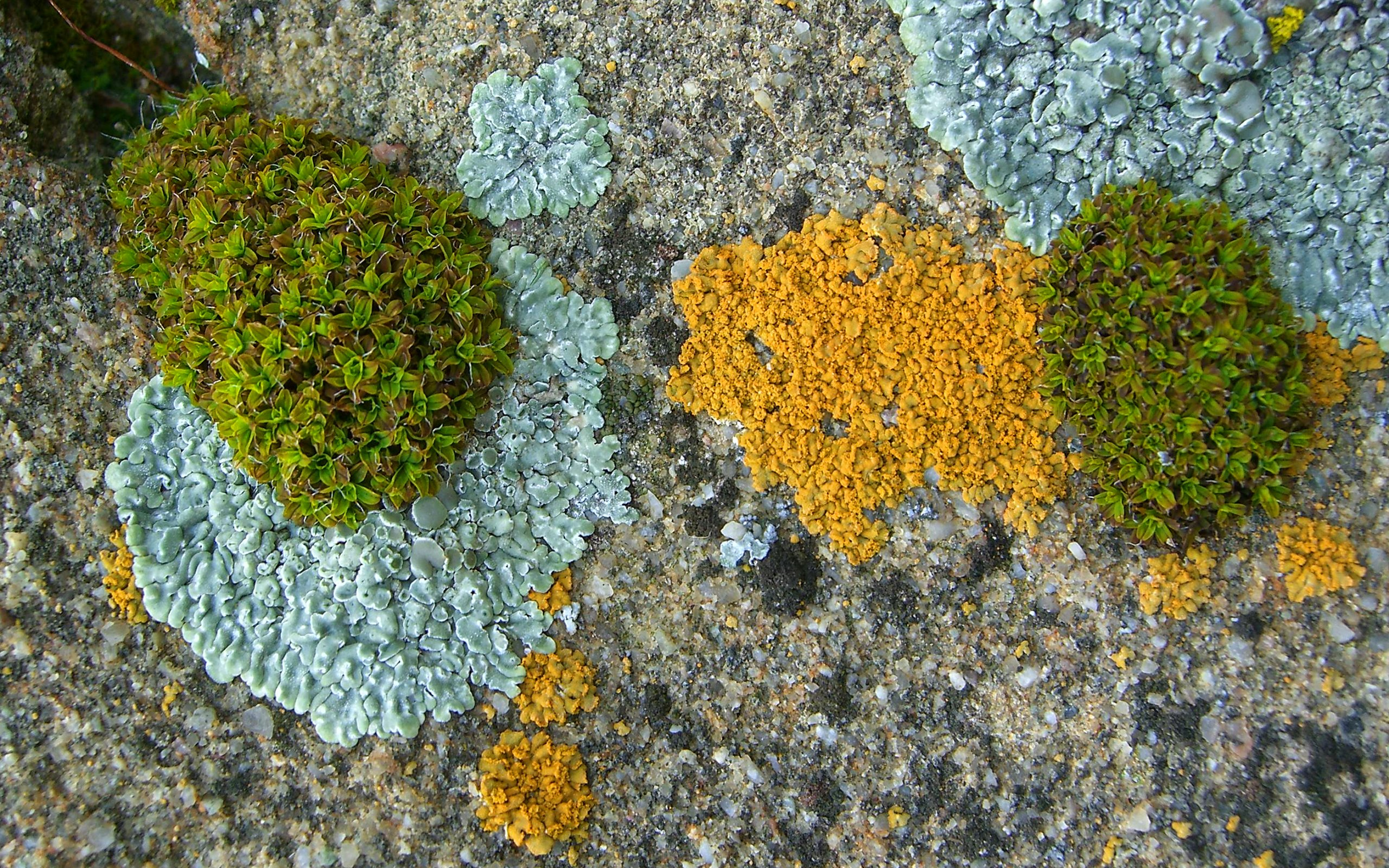
Compétition intra et interspécifique.
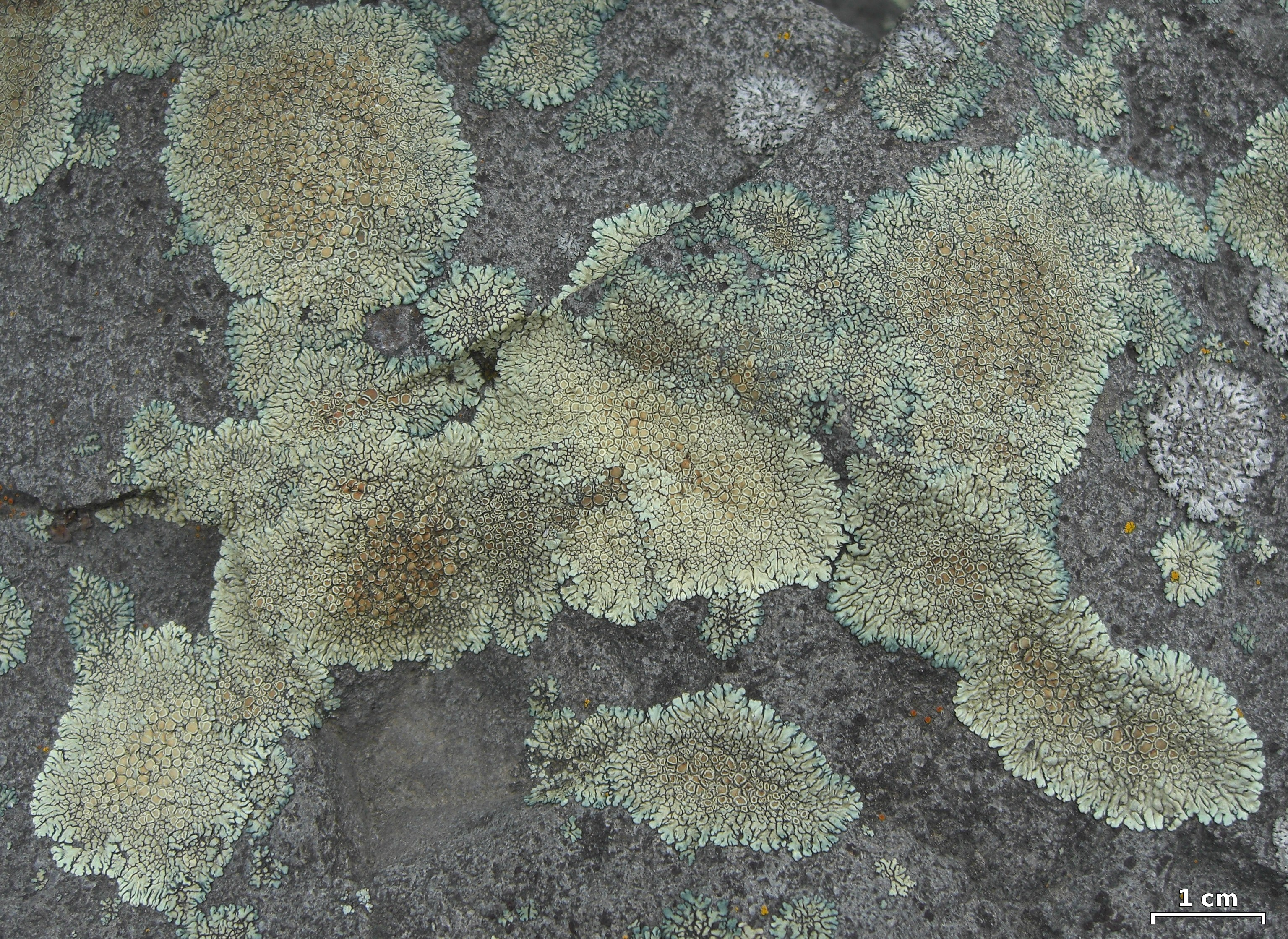
Ce lichen présent sur les routes et les trottoirs est parfois confondu à un chewing-gum écrasé[1].
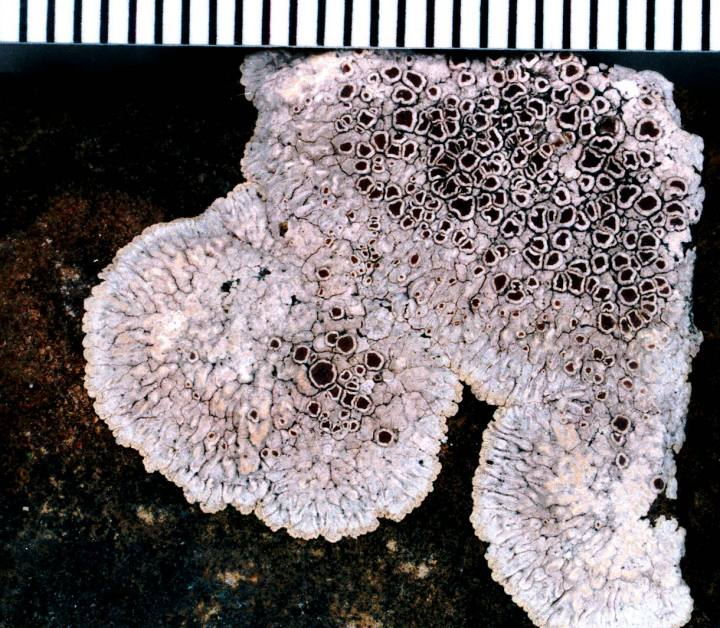
Spécimen d’herbier de P. muralis avec ses apothécies noires, au Jardin botanique de New York.

## Systématique
Le nom correct complet (avec auteur) de ce taxon est Protoparmeliopsis muralis (Schreb.) M.Choisy, 1932.
L'espèce a été initialement classée dans le genre Lichen sous le basionyme Lichen muralis Schreb., 1771.
Protoparmeliopsis muralis a pour synonymes :
- Lecanora muralis (Schreb.) Rabenh., 1845
- Lecanora saxicola var. albomarginata Nyl. ex Th. Fr., 1871
- Lichen muralis Schreb., 1771
- Lichen versicolor Pers., 1794
- Lobaria muralis (Schreb.) Hoffm., 1796
- Parmelia muralis (Schreb.) Schaer., 1840
- Parmularia muralis (Schreb.) B. de Lesd., 1932
- Patellaria muralis (Schreb.) Trevis., 1852
- Placolecanora muralis (Schreb.) Räsänen, 1946
- Protoparmeliopsis muralis (Schreb.) M. Choisy, 1932
- Psora muralis (Schreb.) Hoffm., 1790
- Squamaria muralis (Schreb.) Elenkin, 1904
- Squamaria riparia var. muralis (Schreb.) Szatala, 1960
- Squamaria saxicola f. dispersa Leight., 1879